# Chusaris figurata
Chusaris figurata là một loài bướm đêm trong họ Noctuidae.